# Вышиньская, Алисия
Алиса Вышиньская (пол. Alicja Wyszyńska; 2 декабря 1936, Клеменсув (ныне часть г. Щебжешин, Люблинского воеводства) — 30 октября 2016, Варшава) — польская актриса театра, кино и телевидения.

## Биография
Обучалась в Варшавской национальной театральной школе. В 1958 году окончила Театральную академию им. Александра Зельверовича в Варшаве. С 1959 выступала на театральных сценах Варшавы: Драматического театра (1959—1961), Народного театра (1961—1974), Нового театра (1975) и Популярного театра (1980—1988).
С 1956 года снималась в кино.

## Избранная фильмография
- 1956 — Варшавская сирена — Кася, невеста Мацека
- 1957 — Встречи — эпизод
- 1964 — Влюблённые среди нас — Мать Юстинки
- 1966 — Где третий король? — Катажина Рогальская, поручник милиции
- 1969 — Человек с ордером на квартиру — доктор Йоанна
- 1977 — Закон Архимеда (ТВ) — жена Плута.

Занималась озвучиванием ряда кино- и мультфильмов («Сыщик» (1971), «Пинокио» (мультфильм, 1972), «Пчёлка Майя» (мультфильм, 1975), «Флинтстоуны» (мультфильм) и других).